# Emil Fenyő

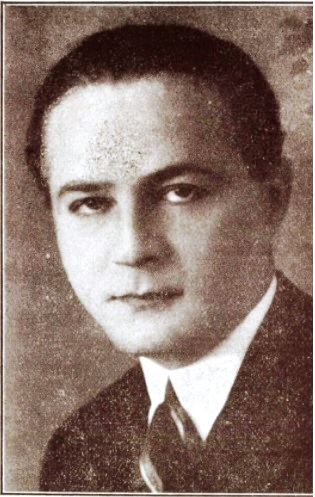
Emil Fenyő

Emil Fenyő, eigentlich Emil Fried, (* 18. März 1889 in Magyarkanizsa, Österreich-Ungarn; † 15. August 1980 in Budapest) war ein ungarischer Schauspieler bei Bühne und Film.

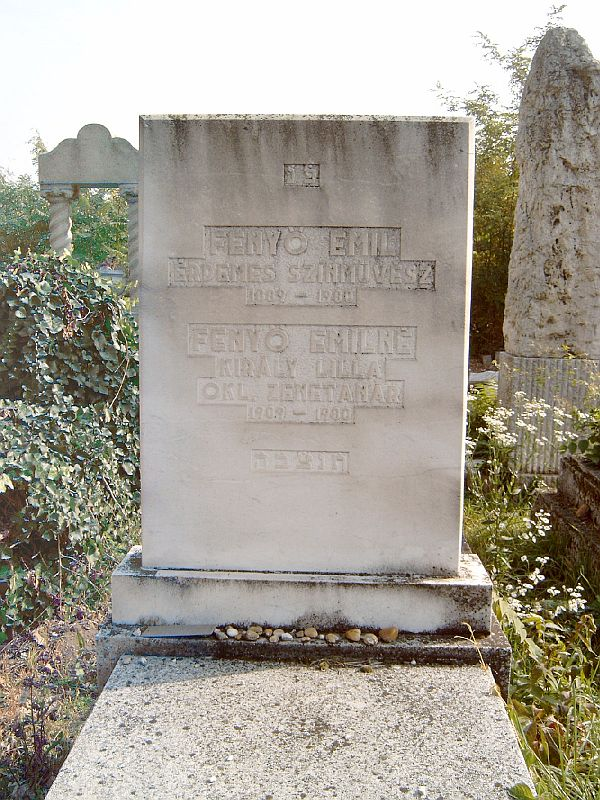
Grabstätte Emil Fenyős auf dem jüdischen Friedhof in der Kozma Straße in Budapest

## Leben und Wirken
Der in der südungarischen (heute: nordserbischen) Provinz geborene Emil Fried erhielt bis 1909 seine künstlerische Ausbildung an der Budapester Akademie der Künste. Seine frühen Verpflichtungen führten Fried, der fortan den weniger jüdisch klingenden Künstlernamen Fenyő wählte, bis 1911 nach Großwardein (heute Oradea in Rumänien) und Subotica (nahe seinem Geburtsort im heutigen Norden Serbiens). Von 1911 bis 1912 war er auch in Preßburg, der heute slowakischen Hauptstadt Bratislava, beschäftigt. In den Jahren 1913 bis 1916 trat Fenyő am Theater in Miskolc auf. 1917 wurde er Mitglied des Budapester Lustspieltheaters (Vígszínház), 1921 Ensemblemitglied des Royal Orfeum der ungarischen Hauptstadt.
Noch im selben Jahr kehrte Emil Fenyő seinem unter der Staatsführung Admiral Horthys zunehmend antisemitisch werdenden Vaterland den Rücken zu und ging nach Deutschland. In München trat der bereits durchaus filmerfahrene Künstler für eine Reihe von Emelka-Produktionen vor die Kamera, die, künstlerisch betrachtet, jedoch eher bedeutungslos sind. Bis er 1928 endgültig Deutschland wieder verließ, kehrte Emil Fenyő immer mal wieder für die eine oder andere Filmrolle nach Budapest zurück. Bis 1938 die von Hitler-Deutschland Ungarn oktroyierte antisemitische Gesetzgebung griff, trat Fenyő sowohl vor die Kamera als auch im Theater auf. Feste Bühnenengagements sind am Kammertheater (1932/33) und am Budapester Operettentheater (1934) nachzuweisen. Von 1936 bis 1938 war er Mitglied des Belvárosi Színház und des Künstlertheaters. Dann folgte ein sieben Jahre währendes Auftrittsverbot. In dieser Zeit engagierte sich Fenyő in dem bis 1944 existenten jüdischen Kulturverein Ungarns, Omike.
Erst mit der Beseitigung des Faschismus in Ungarn 1945 wurde der Boykott Fenyős aufgehoben. 1948 folgte er einem Ruf an das Moderne Theater (Modern Színházban), im Jahr darauf erneut an das Künstlertheater. In  den Jahren 1950 bis 1964 war Emil Fenyő Ensemblemitglied des Nationaltheaters. Seit 1964 nahm er kein Festengagement mehr an, blieb aber dennoch bis 1974 bühnenpräsent und wirkte mit kleinen Rollen auch in der einen oder anderen Film- und Fernsehproduktion mit. Zu Fenyős bekanntesten Theaterpartien zählen der Liliom im gleichnamigen Franz Molnar-Stück, der Richter Hathorne in Arthur Millers Hexenjagd, Titelheld William Rice in John Osbornes Der Entertainer sowie in Shakespeares Hamlet der Priester, Richard III. der Lord Lovel und in Antonius und Kleopatra der Diomedes.
Emil Fenyő war dreimal verheiratet.

## Filmografie
- 1912: Növérek
- 1915: A paradicsom
- 1916: A Könnyelmü asszony
- 1917: Mire megvénülünk
- 1918: A bánya titka
- 1918: Páris királya
- 1918: Az aranyborjú
- 1918: A hazugság
- 1919: Éj és virradat
- 1920: A tizenegyedik
- 1920: Vörösbegy
- 1920: A szerelem mindent legyőz
- 1920: A tisztesség nevében (auch Regie)
- 1920: A bostonville-i kaland (auch Regie)
- 1921: Tavaszi szerelem
- 1921 Jön a rozson át!
- 1921 A szerelem mindent legyöz
- 1921: Das schwarze Gesicht
- 1922: Schattenkinder des Glücks
- 1922: Um Liebe und Thron
- 1923: Die suchende Seele
- 1923: Um eines Weibes Ehre
- 1923: Der Weg zum Licht
- 1923: Dieter, der Mensch unter den Steinen
- 1924: Az örszem
- 1924: Die suchende Seele
- 1926: Az ördög mátkája
- 1927: Der Zigeunerbaron
- 1928: Moderne Piraten
- 1933: Rákóczi induló
- 1933: Egy éj Velencében
- 1934: Helyet az öregeknek
- 1936: Az aranyember
- 1936: Évforduló
- 1937: Hetenként egyszer láthatom
- 1937: Úrilány szobát keres
- 1938: A 111-es
- 1945: Tanítónő
- 1950: Dalolva szép az élet
- 1951: Sandor schafft es (Becsület és dicsőség)
- 1951: Kampf um Öl (Gyarmat a föld alatt)
- 1951: Déryné
- 1957: Láz
- 1959: Sakknovella
- 1961: Csutak und das graue Pferd (Csutak és a szürke ló)
- 1961: K.u.K. Militärmusik (Katonazene)
- 1961: Zwei Halbzeiten in der Hölle (Két félidő a pokolban)
- 1964: Rab Ráby (Fernsehfilm)
- 1965: Männer und Flaggen (A köszívü ember fini)
- 1966: Látszat és valóság (Fernsehfilm)
- 1970: A fehér Kór (Fernsehfilm)
- 1974: Kaputt (Fernsehfilm)